# Mesochorus crassimanus
Mesochorus crassimanus là một loài tò vò trong họ Ichneumonidae.